# Caryocolum junctella
Caryocolum junctella — вид лускокрилих комах з родини виїмчастокрилі молі (Gelechiidae).

## Поширення
Вид поширений на значній частині Європи (крім деяких південних і західних регіонів) та Північній Азії на схід Японії.

## Опис
Довжина передніх крил 4,5–5 мм. Передні крила мають білуваті плями із сірувато-коричневим фоном, особливо біля основи, посередині крила та вздовж спини.

## Спосіб життя
Метелики літають з квітня по серпень. Личинки живляться на Cerastium arvense, Cerastium glomeratum, Stellaria graminea та Stellaria media. Молоді личинки мінують листя рослини-господаря. Старші личинки живуть серед скручених кінчиків пагонів рослини-господаря. Личинки можна знайти з травня до початку червня. Вони мають зелене тіло і чорну голову.